# Рута Мейлутите
Рута Мейлутите (на литовски: Rūta Meilutytė) е литовска плувкиня. Олимпийска шампионка от Олимпиадата в Лондон на 100 метра бруст. Носителка на три европейски и пет световни титли в дисциплините 50 и 100 метра бруст.
Спортист на годината в Литва през 2012 г.

## Кариера
Започва да се занимава с плуване на 5-годишна възраст. Живее в британския град Плимут, където тренира в местния отбор Плимут Леандър под ръководството на треньора Джон Ръд.
През 2011 година печели златен, сребърен и бронзов медал на Европейския олимпийски фестивал за младежи. Само на 15 години, тя поставя 9 национални рекорда. На Летните олимпийски игри 2012 печели златен медал на 100 м бруст за жени с време 1:05.47, като по този начин става първата литовка със златен олимпийски медал в плуването. Те е и най-младата литовка със златен медал изобщо. В полуфинала на 29 юли тя подобрява европейския рекорд на 100 м бруст с време 1:05.21. През 2012 е избрана за спортист на годината в Литва.
През 2013 г. печели световната титла на 100 метра бруст в Барселона. На 29 юли 2013 г. поставя световен рекорд в дисциплината. Само няколко дни счупва рекорда и на 50 метра бруст. И двата рекорда се задържат до 2017 г., когато са подобрени от Лили Кинг. През 2014 г. става европейска шампионка на 50-те метра, а през 2016 г. и на 100 метра.
През 2019 г. обявява края на кариерата си, след като пропуска три допинг-теста и получава дисквалификация. Завръща се в плуването на 2021 г. На Световното първенство във Фукуока през 2023 г. печели две световни титли, като защитава титлата на 50 метра бруст на шампионата на планетата в Доха през 2024 г.